# غوران دشت (بزنجان)
غوران دشت (بالفارسية: گوران دشت) هي قرية تقع في إيران في قسم بزنجان الريفي.